# Carex neesiana
Carex neesiana là một loài thực vật có hoa trong họ Cói. Loài này được Endl. mô tả khoa học đầu tiên năm 1833.